# Vincent Keymer
Vincent Keymer (Maguncia, 15 de noviembre de 2004) es un ajedrecista alemán. Es el gran maestro alemán más joven hasta la fecha. Desde octubre de 2022, pertenece al grupo de los «supergrandes maestros», es decir, jugadores que han logrado una calificación Elo de 2700, que hasta ahora solo han logrado alrededor de 130 en todo el mundo, y solo nueve de ellos —como Keymer— eran menores de 18 años. En el Campeonato Mundial de Ajedrez Rápido de 2022, Keymer terminó segundo detrás de Magnus Carlsen.

## Carrera y logros
Vincent Keymer aprendió a jugar al ajedrez con sus padres a la edad de cinco años.  En los Campeonatos del Mundo y de Europa, en el campo juvenil, logró ubicaciones entre los seis primeros. Con la selección alemana de ajedrez U18, se convirtió en campeón de Europa en 2015 y 2017.
En julio de 2017, logró su tercera norma de International Master en el Campeonato Alemán de Ajedrez en Apolda, donde quedó cuarto, convirtiéndose en el Maestro Internacional alemán más joven hasta la fecha.
Keymer jugó en la Oberliga Südwest con el SK Gau-Algesheim hasta la temporada 2016/17.  Fue allí donde comenzó a trabajar con su entrenador durante muchos años, el gran maestro ucraniano Sergei Ovsejevich.  Para la temporada 2017/18 fichó en el club SF Deizisau y fue registrado para el primer equipo en la Liga de ajedrez (Schachbundesliga) en el tablero 11.  Allí llegó a los 5 puntos en once partidos. En marzo de 2016, el ex campeón mundial Garry Kasparov creía que Keymer podía llegar a la cima del mundo ajedrecístico.
Keymer ha sido entrenado por el ex finalista de la Copa del Mundo Péter Lékó desde noviembre de 2017.  En abril de 2018, con una puntuación de 8 puntos en nueve juegos, ganó el Grenke Chess Open en Karlsruhe frente a 49 grandes maestros y logró la norma para convertirse él mismo en gran maestro. Derrotó a Richárd Rapport en la última ronda con negras y se clasificó para el Grenke Chess Classic en abril de 2019. Su desempeño en el torneo correspondió a una calificación Elo de 2795; esta fue la actuación más alta de un sub-14.  Consiguió su segunda norma de GM en julio de 2018 en el Xtracon Open en Helsingør, Dinamarca, donde ya había sumado los puntos necesarios con dos vueltas para el final.
En el Grenke Chess Classic en octubre de 2019 en Karlsruhe, Keymer logró una victoria y dos empates en nueve juegos contra grandes maestros de clase alta y terminó en el último lugar después de un desempate.  En este torneo, fue derrotado por el campeón mundial Magnus Carlsen después de casi siete horas. Logró su tercera norma de GM en octubre de 2019 en el Gran Torneo Suizo de 2019 en la Isla de Man, luego de lo cual la FIDE le otorgó el título de Gran Maestro en la sesión de la FIDE de fines de febrero de 2020. Por lo tanto, es el gran maestro de ajedrez alemán más joven de la historia. 

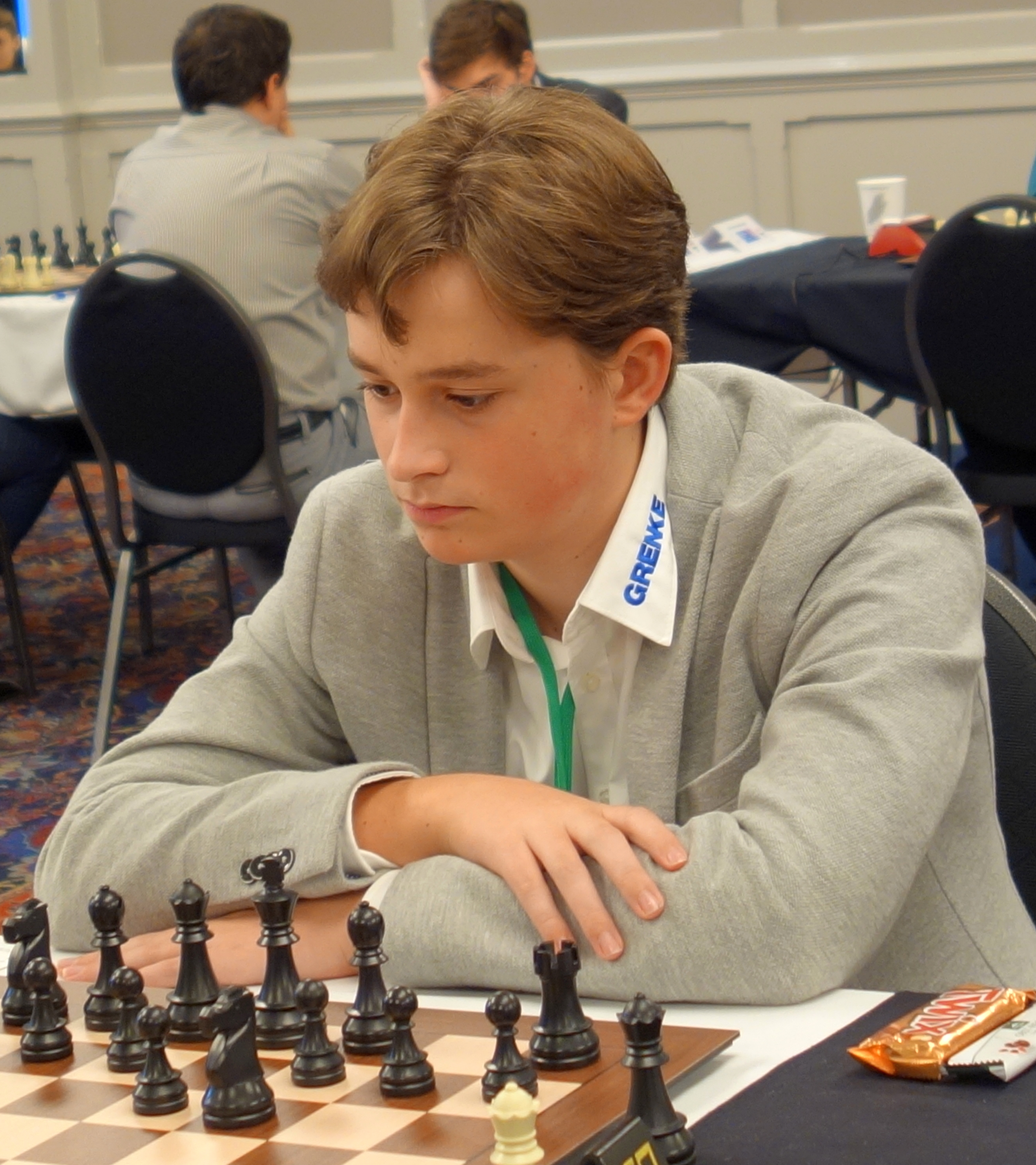
Vicente Keymer (2019)

En junio de 2022 ganó su segundo torneo con los Challengers en el Festival de Ajedrez de Praga 2022, anotó 6,5/9 puntos. Allí se dio la curiosa situación de que Keymer y Hans Moke Niemann estaban exactamente iguales en todas las categorías de rating e incluso en el desempeño de Elo del torneo, por lo que el organizador tuvo que improvisar y tomó una decisión ad hoc sobre dos partidas relámpago, que Keymer decidió a su favor. Esto le valió el derecho a comenzar el próximo año en el Masters de este torneo.
Como jugador mejor calificado, ganó el German Masters 2022 con 7 puntos en 9 juegos y un desempeño en el torneo de 2785. Esto lo puso un punto completo por delante del subcampeón, Frederik Svane.  
En el Campeonato Mundial Rápido de 2022, Keymer ocupó el segundo lugar en la lista de cabezas de serie con 9,5/13 puntos por detrás de Magnus Carlsen, gracias a una mejor puntuación por delante de Fabiano Caruana, que estaba empatado en puntos. Al entrar en el juego final, estaba al mismo nivel que los líderes y el eventual campeón mundial Magnus Carlsen, pero no logró convertir una clara ventaja contra Maxime Vachier-Lagrave.
Alcanzó su calificación Elo más alta en octubre de 2022 con 2700 puntos en una posición de 39 en el ranking mundial.
Desde abril de 2022 se encuentra entre los 100 mejores ajedrecistas del mundo, desde julio de 2022 entre los 50 mejores.  A las 6. El 1 de septiembre de 2022, Keymer superó la marca de 2700 puntos Elo en la calificación Elo no oficial (es decir, entre las publicaciones mensuales de la FIDE); esta es una marca más allá de la cual un ajedrecista es comúnmente considerado un «super gran maestro». Hasta ahora, solo unos 130 jugadores en todo el mundo han logrado hacer esto. Obtuvo su mejor puntaje no oficial el 9 de septiembre de 2022 con 2713 puntos. En octubre de 2022, la FIDE lo incluyó oficialmente con 2700 puntos. Esto convierte a Keymer en el primer alemán nativo en lograrlo, y uno de los nueve jugadores menores de 18 años que lo han hecho.

## Vida privada
Vincent Keymer vive en Saulheim en Renania-Palatinado. Asistió a la escuela secundaria en Nieder-Olm, donde se graduó en marzo de 2022.